# Фукуяма Норіякі
Норія́кі Фукуя́ма (яп. 福山 伯明, Fukuyama Noriaki, 1912—1946) — японський ботанік-орхідолог. Помер на Тайвані.
Протягом свого короткого життя доктор Фукуяма описав понад сто нових видів орхідей з Мікронезії, островів Рюкю та Тайваню. Більшість зібраних ним типових зразків зберігалися в його особистому гербарії (Herb. Orch. Fuk.) на+ Тайвані, і раніше вважалося, що вони були втрачені під час потрясінь у Японії після закінчення Другої світової війни. Однак більшість типових матеріалів Фукуями щодо тайванських орхідей були знову відкриті під час вивчення ботанічної колекції доктора Генкея Масамуне, яку Масамуне заповів гербарію Музею природної історії префектури Канаґава після своєї смерті в 1993 році. Хоча не зовсім зрозуміло, чому вони в нього були, відомо, що Фукуяма був учнем Масамуне.
Серед знайдених матеріалів були також оригінальні рукописи Фукуями «Studia Orchidacearum Japonicarum», т. XI—XIII.
Він мав онкологічне захворювання й у ситуації загрози від місцевих заворушень у Тайвані, спрямованих проти японців, його вбили місцеві мешканці в селі неподалік від місця, в якому він жив.